# Linacre College
Il Linacre College è uno dei collegi costituenti l'Università di Oxford. Fondato nel 1962, ammette solo graduate students e prende il nome da Thomas Linacre, un medico ed umanista che aveva insegnato presso l'università a cavallo fra il XV ed il XVI secolo. L'ampio spettro di materie offerte presso il collegio riflette l'ideale di multidisciplinarità che lo stesso Linacre desiderava portare avanti. Il Linacre fu anche il primo collegio di Oxford ad ammettere sia uomini che donne.